# شيلبا شوكلا
شيلبا شوكلا هي ممثلة هندية، ولدت في 22 فبراير 1982 في الهند. من الجوائز التي نالتها جوائز فيلم فير.

## أعمال

### أفلام
- (2007) النصر للهند[5]

## جوائز
- جوائز فيلم فير

## وصلات خارجية
- شيلبا شوكلا على موقع IMDb (الإنجليزية)
- شيلبا شوكلا على موقع قاعدة بيانات الفيلم (الإنجليزية)